# Oxydactyla stenodactyla
Oxydactyla stenodactyla är en groddjursart som beskrevs av Richard G. Zweifel 2000. Oxydactyla stenodactyla ingår i släktet Oxydactyla och familjen Microhylidae. IUCN kategoriserar arten globalt som livskraftig. Inga underarter finns listade i Catalogue of Life.